# Achille Millien
Achille Millien, född den 4 september 1838 i Beaumont-la-Ferrière, departementet Nièvre, död där den 12 januari 1927, var en fransk skald.
Millien fann friska och folkliga toner i sin naturskildrande lyrik: La moisson (1860), Poèmes de la nuit (1862, belönt med Franska akademiens pris), Musettes et clairons (1865–1867), Poèmes et sonnets (1879) med mera. Millien utgav även folkvisor (2 band, 1908) från Nivernais.